# Vinko Coce
Vinko Coce (Trogir, 22. prosinca 1954. − Split, 26. listopada 2013.) bio je hrvatski pjevač, tenor. Ubraja ga se među najveće predstavnike hrvatske zabavne i klapske glazbe.

## Životopis

### Mladost
Vinko Coce dolazi iz jedne od najstarijih obitelji s čiovske strane današnjeg Trogira. Prema povijesnim izvorima, preci obitelji Coce su se ovdje nastanili još u 16. stoljeću.
Na Cocu je od rane mladosti utjecala blizina grada Trogira i usmjeravala ga na glazbu sredozemna suzvučja. Cocina glazbena nadarenost zamijećena je već u osnovnoj školi. S 13 godina dopunjuje solfeggio kod maestra Marinka Lukasa, satovima za klarinet, a s 15 godina kao tenor pjeva u vokalnom kvintetu Mali kanti, osnovanom s ciljem izvođenja malih glazbenih formi iz 15. i 16. stoljeća: villanela, frotolla itd.

### Klapa Trogir
Nakon završene Obrtne škole radi u trogirskom brodogradilištu. Njegov interes za glazbom raste, pa 1972. započinje suradnju s klapom Trogir, uz koju će ostati sve do početka samostalne karijere. Klapski angažman započinje kao prvi tenor, a kasnije se razvija u tenora solista. Kroz klapsko pjevanje surađuje s vrsnim pedagozima i glazbenicima kao što su Ljubo Stipišić, Josip Veršić, Eduard Tudor, Silvije Bombardelli, Nikola Žličar, Duško Tambača, Loris Voltolini, Nikola Buble, Joško Ćaleta i ini.
Usporedno s pjevanjem u klapi, Coce razvija svoj glazbeni talent u glazbenoj školi "Josip Hatze" u Splitu, na odjelu solo pjevanja kod prof. Branke Ristić. Školu uspješno završava potkraj osamdesetih godina. Godine 1983. primljen je za zborskog tenora u profesionalnom mješovitom zboru HNK-a u Splitu. Ondje sljedećih 5 godina intenzivno i uspješno pjeva cjelovit operni zborski repertoar. Istododobno nastavlja rad u klapi Trogir. U tom je razdoblju Coce često pjevao pojedine tenorske dionice i u HNK u Zagrebu, kao ispomoć glavnim tenorskim ulogama. Najveće priznanje dolazi prihvaćanjem asistencije u zboru Teatra Comunale iz Firence, gdje u operi Boris Godunov, izvedenoj pod ravnanjem maestra Seiji Ozawe, pjeva u krugu Luciana Pavarottija.
Coce je pjevao skupa s ostalim izvođačima klape Trogir na koncertu Vice Vukova 1990. u čast hrvatskom pjesniku Tomislavu Zuppi.

### Samostalna karijera
Samostalnu karijeru Vinko Coce započinje 1991. godine, pjevajući zabavnu glazbu. To donosi prekid suradnje s klapom Trogir, koja dijelom i zbog toga prestaje s radom 1995. godine. U Domovinskom ratu nastupa diljem zemlje i inozemstva na raznim skupovima prosvjeda protiv rata i potpore braniteljima te na mnogim humanitarnim koncertima.
Nakon rata, započinje suradnju s Nenom Ninčevićem i Joškom Banovom, što rezultira i prvim estradnim uspjehom; Coce 1993. snima svoj prvi album, Mirno spavaj, ružo moja, koji je donio i nekoliko uspješnica. Te godine osvaja i Grand Prix na Splitskom festivalu zabavne glazbe s pjesmom "Sićaš li se, Lungomare". Godine 1994. nastupa na Dori s pjesmom "Zlato moje". Uskoro dolazi i nominacija za Porin, za pjesmu "Kora kruha u vinu". Nagradu doista i dobiva, zajedno s Klapom Trogir, i to kao priznanje za rad na polju njegovanja i unaprjeđenja tradicijskoga klapsko-dalmatinskog pjevanja.
Ovi su mu uspjesi osigurali popularnost na nacionalnoj razini.

### Ponovno okupljanje klape Trogir
Godine 2002., klapa Trogir se ponovno okuplja na 40. godišnjicu djelovanja, što je obilježeno monografijom Povratak iskonu, autora Stanka Geića. Klapa nastavlja daljnje obrade glazbenih djela iz ciklusa Narodno blago grada Trogira, u okrilju KUD-a Kolo.
Zbog uspješne solističke karijere, Coce 2000. postaje članom Hrvatske glazbene unije, te dobiva status slobodnog umjetnika. Pored toga, Coce je stalni član komornog zbora samostana benediktinki i sv. Nikole u Trogiru.
U lipnju 2003., u Trogiru je organiziran samostalni koncert "Vinko i prijatelji", na kojem nastupaju i Oliver Dragojević, Klapa Trogir, klapa Tragos i, kao pratnja, grupa Delfini.
U kolovozu 2003., Coce organizira predstavljanje svjetskih, manje poznatih tenora, pod nazivom "Prvo međunarodno natjecanje mladih tenora", uz medijsku pozornost i pokroviteljstvo predsjednika RH Stipe Mesića.
2008. godine izdaje album Na mostu ljubavi. Jedna od uspješnica tog albuma je i pjesma Tri sam ti dana, a u njem se nalazi i antologijska pjesma hrvatske i dalmatinske glazbe, Vilo moja.

### Smrt
Preminuo je 26. listopada 2013. u KBC Split oko 23:55, nakon višemjesečne bitke s teškim dijabetesom i povišenim krvnim tlakom. U medijima se često kao datum smrti Vinka Coce navodi 27. listopada, no njegova supruga Janja Coce navodi da je preminuo pet minuta prije ponoći.

## Zanimljivosti
Coce je 2009. godine sudjelovao u spotu Put ka sreći SDP-ovog predsjedničkog kandidata Ive Josipovića. Uz Cocu, band oformljen za snimanje spota činili su, među ostalim, Goran Bare, TBF, Matija Dedić, Boris Novković, Sandra Bagarić, Josipa Lisac, Damir Urban, Martina Tomčić te Novi fosili.

## Nagrade i priznanja
- 1993. – Grand Prix Splitskog festivala za intrepretaciju pjesme Sićaš li se, Lungomare
- 1998. – diskografska nagrada Porin za najbolji album folklorne glazbe (zajedno s klapom Trogir)
- 1998. - Grand Prix Međunarodni Marko Polo Fest - Korčula za interpreaciju pjesme Žmul Vina
- 2014. – diskografska nagrada Porin za životno djelo (posmrtno)[9]

## Diskografija
- Mirno spavaj, ružo moja (1993.)
- Mama, adio (1995.)
- Ljubav je ka i cvit (1998.)
- Okruk selo (1999.)
- Dalmacija, more, ja i ti (2000.)
- Ribarska noć (2001.)
- Ane, jel' te baca (2002.)
- Odriši mi dušu (2003.)
- Sounds of Dalmatia Megamix (2004.)
- More sinje (2006.)
- Zlatna kolekcija (2006. - kompilacija)
- Na mostu ljubavi (2008.)
- Morska svitanja (2013.)

## Ostalo
- "Nad lipom 35" kao izvođač (2007. – 2008.)

## Vanjske poveznice
- Scardona: Vinko Coce (životopis)  Arhivirana inačica izvorne stranice od 29. listopada 2013. (Wayback Machine)
- diskografija.com – Vinko Coce